# Géza Lukachich von Somorja

Géza Lukachich von Somorja (Košice, 29. marec 1865 – Budimpešta, 25. december 1943) je bil avstro-ogrski general, ki se je med prvo svetovno vojno odlikoval z bojevanjem najprej na srbski, nato pa na italijanski fronti. Ko se je odlikoval na soški fronti kot poveljnik brigade, nato pa divizije, je uspešno deloval v sektorju Monte San Gabriele in nato dosegel čin feldmaršallajtnanta. Odlikovan z viteškim križcem vojaškega reda Marije Terezije.

## Biografija
Rodil se je v Košicah na Madžarskem 29. marca 1865 v družini hrvaškega porekla. Obiskoval je kadetnico Temešvár in jo leta 1883 končal, nato pa je bil dodeljen 62. pehotnemu polku cesarsko kraljeve avstro-ogrske vojske. Svojo kariero je gradil od polka do polka, kratek čas je služil v generalštabu in postal predavatelj na vojaški akademiji v Dunajskem Novem mestu. Delal je tudi kot vodja oddelka na ministrstvu Kraljevega madžarskega domobranstva (Honvéd)  in načelnik štaba 1. vojaškega okrožja  v Budimpešti, je bil 20. julija 1911 povišan v polkovnika. Decembra istega leta je prevzel poveljstvo nad 38. pehotnim polkom " Španski kralj Alfonso XIII "  nameščenim v bližini madžarske prestolnice. 
Ob izbruhu prve svetovne vojne avgusta 1914  je bil še poveljnik 38. polka, vendar je 1. septembra istega leta prevzel poveljstvo 1. gorske brigade in nasledil generala Guida Novaka von Arientija. Kot poveljnik te enote se je odlikoval med srbskim pohodom, zlasti v Jagodnji (septembra)  in Brajkovićih (novembra), za ta dejanja pa je bil odlikovan z naslovom viteza vojaškega reda Marije Terezije. 10. marca 1915 je bil povišan v čin generalmajorja. Po vstopu Kraljevine Italije v vojno 24. maja 1915  je deloval na Julijski fronti in se boril v prvih sedmih soških bitkah (Debela griža (Monte San Michele)), kjer je jama, ki nosi njegovo ime. Od sredine leta 1916 je prevzel poveljstvo nad 20. divizijo   Honvéda  ki je delovala na vzhodni fronti, in zamenjal generala Paula Edlerja von Nagyja. Po devetih mesecih (september 1916-avgust 1917), preživetih v bojih proti Rusom, se je vrnil na soško fronto, kjer je uspešno deloval  v sektorju Škabrijel (Monte San Gabriele) proti napadom italijanskih čet. Sodeloval je v ofenzivi, ki je privedla do zmagovite Kobariške bitke, vendar je februarja 1918 poveljstvo enote predal generalu Viktorju von Mouillardu, ki je prevzel poveljstvo vojaških varnostnih garnizij na ozemlju Madžarske, Hrvaške in Slavonije. 9. marca istega leta je bil povišan v čin feldmaršala poročnika, v tem letu pa je bil povišan v naziv baron (Freiherr), pri čemer je svojemu priimku dodal plemiški predikat von Somorja.  Oktobra 1918 je bil imenovan za vojaškega poveljnika garnizona v Budimpešti in je zadnje mesece vojne preživel v poskušanju ohraniti nadzor nad četami, ki so bile močno infiltrirane s komunistično propagando proti nadaljevanju spopada. 1. novembra  je v državi izbruhnila komunistična revolucija, ki jo je vodil Béla Kun. Obvestil je nadvojvodo Jožefa Avgusta Habsburško-Lotarinškega, najvišjo civilno in vojaško oblast v državi, da je nemogoče poslati čete pod njegovim poveljstvom na ulice, da bi zatrle revolucionarne upore, saj so popolnoma nezanesljive. Uradna razglasitev Madžarske demokratične republike je potekala 16. novembra in Mihály Károlyi je postal predsednik.
Umrl je v Budimpešti 25. decembra 1943 .

## Publikacije
- A Doberdò védelme az Elso Isonzói csátaban, Athenaeum, Budimpešta, 1918.

## Sorodne spletne strani
- Kaiserjäger
- Cesarsko kraljeva avstro-ogrska vojska